# Euchlaena bilinearia
Euchlaena bilinearia är en fjärilsart som beskrevs av Alpheus Spring Packard 1870. Euchlaena bilinearia ingår i släktet Euchlaena och familjen mätare. Inga underarter finns listade i Catalogue of Life.